# Gonny van Rijn
Hillegonda Gerrigje (Gonny) van Rijn (4 februari 1931 te Amsterdam - 12 januari 2016 te Vught) is een voormalig Nederlands slagwerkster.
Zij is dochter van Hillegonda Carolina Geertruida van de Weijer en loodgieter Hendricus Bernardus van Rijn. Ze is sinds 1951 getrouwd met hoboïst Evert van Tright. Het echtpaar kreeg vier kinderen.
Tegen de zin van haar ouders begon een studie slagwerk aan het Conservatorium van Amsterdam. Op de Montessorischool was een lerares opgevallen, dat ze goed en met liefde xylofoonpartijen speelde. Op achtjarige leeftijd begon ze met xylofoonlessen. Aan het conservatorium kreeg zij als twaalfjarige les van Cor Smit, paukenist van het Concertgebouworkest. Willem Andriessen, dan directeur bij het conservatorium, zag dat ze moeilijkheden had met bijvak piano, maar zette daar geen druk (meer) achter, omdat ze zo fanatiek in de weer was met slagwerk. Ze begon vervolgens als slagwerkster in circa 1949 bij de Haarlemsche Orkest Vereeniging en stapte een jaar later over naar het dan net opgerichte en groeiende Brabants Orkest. Ze was jarenlang de enige vrouwelijke paukenist in de symfonieorkesten in Nederland en wellicht ook daarbuiten. Als paukenist speelde ze ook solo in het zelden uitgevoerde "Concert voor pauken, slagwerk en klein orkest" van Darius Milhaud (uitvoeringen in 1960), waarbij ze zestien slagwerkinstrumenten moest bedienen en met kop en schouders boven het orkest uitstak.
In de jaren zestig verdween ze uit het nieuws; ze gaf in 1962 aan dat ze meer zorg wilde besteden aan het opvoeden van de kinderen als ook een studie richting sociale wetenschappen wilde gaan volgen. Ze was toen 12,5 jaar verbonden aan het Brabants Orkest. In het seizoen 1962/1963 was ze nog wel lerares aan het Brabants Conservatorium. Ook in 1967 was ze nog betrokken bij het Brabants Orkest. Studiegenoot Jan Labordus van het Concertgebouworkest gaf toen aan dat ze samen enige tijd een xylofoonduo vormden, dat ook wel optrad in de horeca aan het Thorbeckeplein.
Over Van Rijn ging de anekdote, dat zij tijdens een uitvoering van de Symfonie nr. 2 van Ludwig van Beethoven te vroeg sloeg, waarop de koperblazers ook te vroeg inzetten. Anderzijds betrok pianist Stefan Askenase Van Rijn in het applaus dat hij kreeg naar aanleiding van een uitvoering van "Carnaval" van Darius Milhaud in 1956. 